# Archidiecezja Windhuk
Archidiecezja Windhuk (łac.: Archidioecesis Vindhoekensis) – rzymskokatolicka archidiecezja w Namibii, obejmująca swoim zasięgiem część terytorium kraju.
Siedziba arcybiskupa znajduje się przy Katedrze NMP w Windhuku.

## Historia
- Wikariat apostolski Windhuku powstał 11 maja 1926; 14 marca 1994 został podniesiony do rangi archidiecezji.

## Biskupi
- ordynariusz: abp Liborius Ndumbukuti Nashenda OMI

## Podział administracyjny
W skład archidiecezji Windhuk wchodzi 61 parafii

## Główne świątynie
- Katedra: Katedra NMP w Windhuku